# Philodromus infuscatus
Philodromus infuscatus este o specie de păianjeni din genul Philodromus, familia Philodromidae, descrisă de Keyserling, 1880. Conține o singură subspecie: P. i. utus.